# آنجلو آنجلی
آنجلو آنجلی (ایتالیایی: Angelo Angeli؛ زاده ۲۰ اوت ۱۸۶۴ درگذشته ۳۱ مهٔ ۱۹۳۱) یک شیمی‌دان اهل ایتالیا بود.